# Сладкая Балка (Ростовская область)
Сла́дкая Ба́лка — станица в Целинском районе Ростовской области.
Входит в состав Лопанского сельского поселения.

## История
В 2003 году постановлением заксобрания Ростовской области в состав хутора Сладкая Балка Лопанского сельсовета Целинского района включены хутора Егорлык, Новая Деревня, Новый Мир в связи с их фактическим слиянием. Тем же постановлением хутора Сладкая Балка преобразован в станицу.

## Население
| 1989 | 2002 | 2010  |
| ---- | ---- | ----- |
| 630  | ↗679 | ↗1021 |

## Улицы
| - ул. Донская, - ул. Егорлыкская, - ул. Заречная, - ул. Зелёная, - ул. Набережная, | - ул. Прогресс, - ул. Садовая, - ул. Степная, - ул. Степная, - ул. Центральная. |

## Известные уроженцы
- Кривко, Михаил Максимович (1903—1972) — советский сельскохозяйственный деятель, Герой Социалистического Труда.